# Sandra Sá
Sandra Cristina Malafaia Frederico de Sá (Rio de Janeiro, 27 de agosto de 1955), mais conhecida como Sandra Sá (anteriormente conhecida como Sandra de Sá e, antes ainda, conhecida também como Sandra Sá) é uma cantora, compositora, musicista e atriz brasileira.

## Biografia e carreira
Carioca do subúrbio ferroviário de Pilares, a música está em sua genética, já que seu pai era baterista.
Sua voz grave e potente vem de sua africanidade, pois é neta de um caboverdiano. É detentora de diversos prêmios de melhor cantora e melhor música/disco, considerada expoente em diversos gêneros musicais, com enfoque para a música popular brasileira e black music mundial. Acompanhando seu pai em shows, em sua adolescência, Sandra frequentava os bailes de gafieira, samba e soul, em Pilares e adjacências, bem como a quadra da Caprichosos de Pilares, escola onde desfila até hoje. Gostando cada vez mais do universo musical, aprendeu sozinha a tocar violão e começar a compor suas letras. Com o incentivo dos pais, começou a se apresentar em escolas de samba e em pouco tempo, Sandra de Sá tornou-se considerada a rainha do soul brasileiro.
É chamada por alguns de "Tim Maia de saias", por se identificar com o cantor no balanço e no timbre grave da voz, além de por suas histórias juntos, como o famoso clipe do hit "Vale Tudo" (Tim escolheu Sandra para fazer o dueto com ele). Ficaram grandes amigos e fizeram muitos shows juntos. Cazuza dizia que ela era a "Billie Holliday brasileira". Por suas letras de forte conscientização social, ganhou prêmios como cantora e compositora em diversos festivais de música popular brasileira, nos quais, em geral, era inscrita pela amiga Fafy Siqueira. Em 1977, começou a estudar psicologia na Universidade Gama Filho, curso que teve de abandonar quase no momento de concluir, pois despontou como compositora, tendo uma de suas canções da época, "Morenando", gravada por Leci Brandão. Logo depois, também despontou como intérprete.

### Anos 1980
O sucesso para valer, como cantora, veio já no começo de 1980. No MPB 80, da Rede Globo, Sandra Sá (como então era chamada: o "de Sá", seu sobrenome de fato, só foi incluído no nome artístico alguns anos depois) classificou "Demônio Colorido" entre as dez finalistas e a música obteve repercussão nacional. Sua inscrição nesse festival já foi resultado da amizade entre ela e a família Araújo, João e Lucinha, pais de Agenor, o Cazuza, que ainda não era cantor profissional. Após o festival, Sandra foi contratada pela gravadora RGE, onde Cazuza trabalhava como divulgador.
Da amizade entre ela e Cazuza, também resultaram momentos marcantes na carreira profissional, pois o primeiro show grande com a banda de Cazuza, Barão Vermelho, foi o show de abertura de Sandra no Morro da Urca, RJ. A trajetória de Sandra, nos anos 80, foi fulminante, novos discos de sucessos, composições próprias e de grandes autores, apresentações por todo o país. Além de se tornar uma das maiores cantoras de trilha e aberturas de novelas, como "Enredo do Meu Samba", "Picadinho de Macho", entre outras. Nessa época, surgiram os maiores hits de sua carreira, as músicas "Retratos e Canções", "Joga Fora no Lixo", "Bye Bye Tristeza", e "Solidão".

### Anos 1990
Nos anos 1990, Sandra marca presença forte no mercado por gravações com Djavan, Marina Lima, Carlinhos Brown, Titãs, coral gospel Monte Mariah (USA), Herbert Viana, entre outros. E pelos sucessos como: "Sozinha" (foi a primeira a transformar a composição de Peninha em hit, seguida por Tim Maia e Caetano Veloso), "Vamosa viver", "Soul de Verão", etc. Gravou um álbum em homenagem ao amigo "Tim Maia", sucesso de crítica. Nessa década, Sandra criou a expressão "Música Preta Brasileira", brincando com a sigla MPB - Música Popular Brasileira. Segundo Sandra, "a nossa música é essencialmente preta (suingada/balançante), pois começa e termina no tambor, no suingue. Não há ritmo que cantemos ou toquemos aqui que não contenha um toque de brasilidade. Isto é a nossa pretitude. Até porque se é popular, é do nosso povo, que é altamente miscigenado."

### Anos 2000
Em 2000, entre shows e eventos, gravou o seu álbum Momentos que Marcam Demais com a participações especiais de Falcão (O Rappa), o rapper Gabriel Pensador e Cássia Eller. Foi escolhido o seu show para a festa "Brasil 500 anos" em Miami, Estados Unidos. Em 2001, dentre os shows da turnê do álbum, fez um dos shows mais comentados do festival Rock in Rio pela sua participação na Tenda Brasil. Também participou do evento "Independence Day" em Nova Iorque. O termo "Música Preta Brasileira" também deu nome ao projeto musical alternativo que desenvolveu de 2001 a 2005 ao lado de Toni Garrido e Zé Ricardo. No projeto, cantavam músicas de Tim Maia (da fase Racional) e de Jorge Benjor (do disco A Tábua de Esmeralda). Em 2002, gravou um álbum em homenagem à Motown com uma seleção de grandes sucessos, todos versionados em português, com participações de Djavan, Smokey Robinson e do rapper Rappin Hood. E participou ativamente das do palco música - formato "Jam sessions" do evento Telefônica Open Air.
No final de 2003, nas comemorações de seus 25 anos de carreira, lançou seu primeiro álbum ao vivo que teve participações de Alcione, Toni Garrido, Luciana Mello e do parceiro de composições Gabriel o Pensador. Assim, excursiona pelo Brasil e esteve em alguns países como Portugal, Cabo Verde e Estados Unidos. Foi homenageada pela Prefeitura do Rio de Janeiro sendo escolhida para dar nome a maior Lona Cultural do Rio de Janeiro, espaço para entretenimento, educação em Santa Cruz, zona oeste da cidade. Foi escolhida pela população, por sua representatividade e ações sociais. A inauguração foi com uma apresentação para a comunidade local.
Em 2005, além dos shows pelo Brasil, fez sua estreia no teatro ao lado do diretor e escritor Miguel Falabella e da atriz Stella Miranda, além de grande elenco no Auto de Natal "No Pé da Árvore de Natal". Nesse mesmo ano, participou do seriado Sob Nova Direção, com as atrizes Ingrid Guimarães e Heloísa Périssé. No final do ano, após uma grande demora com trâmites de gravadora e editora, é lançado o seu primeiro DVD, que fora gravado em 2003. Em Portugal, reforçando o vínculo com a terra, após gravar algumas canções de Pedro Abrunhosa, desde 1997, Sandra chega a Portugal com o sucesso do dueto com Abrunhosa, "Eu não sei quem te perdeu", e não só canta em dueto no show dele como também participa do evento "Optimus Open Air", que reúne cinema e música. Depois parte para França para shows no evento "Ano do Brasil na França".
Sandra também despontou como atriz no filme e no seriado Antônia, sobre cantores de rap da periferia de São Paulo, uma produção independente do cineasta Fernando Meirelles, veiculada a partir de novembro de 2006 pela Rede Globo. Nesse mesmo ano, participou do festival Rock in Rio Lisboa e durante a Copa do Mundo de 2006, em Berlim, Alemanha, ela não só deu canja com Ivete Sangalo como fez show no "projeto Copa da Cultura" ao lado de Gilberto Gil, do qual faz parte do Carnaval do Expresso 2222 a dez anos no Carnaval da Bahia. Em 2007, além dos shows pelo Brasil, iniciou o projeto e pesquisa "Batucofonia", com o qual fez uma temporada de shows pelo Rio; promoveu pelo Brasil, juntamente com o elenco e equipe, o filme Antônia que foi fonte do seriado lançado no ano anterior pela TV Globo. Fez shows com Monobloco, Toni Garrido, Simoninha, Carlinhos Brown, Alcione, Roberto Frejat, Margareth Menezes, MV Bill, Sérgio Loroza, Dora Vergueiro, Sampa Crew entre muitos outros. Participou do DVD do Meninos do Morumbi e do Sampa Crew, ambos em São Paulo.
Sandra participou em 2006 da segunda temporada do talent show Dança dos Famosos, quadro do programa Domingão do Faustão, ficando em quinto lugar na competição. Em 2018, participou de outro talent show do Programa do Faustão, a segunda temporada do Show dos Famosos, ficando em sexto lugar.
Fez o show de encerramento dos Jogos Parapan-Americanos. Trabalhou no projeto "Quilombola" , visitando quilombos pelo Brasil e participando ativamente das ações da Fundação Palmares e do SEPPIR. No final de 2007, continuou o processo de pesquisa e composições para o seu novo álbum, entrou em estúdio a pedidos do público. Em 2008, Sandra foi convidada pelo presidente da Fiocruz e pelo Ministro da Saúde, para fazer parte da CNDSS - Comissão Nacional de Determinantes Sociais da Saúde  e também fundou com um grupo de artistas, intelectuais e formadores de opinião a AABRARTE, Academia Afro-brasileira de Arte, que tem reuniões, com regularidade quase mensal, no espaço cedido pelo CCC - Centro Cultural Cartola, por essa ação e pelo seu destaque no universo artístico e cultural, recebeu mais um prêmio da Afrobrás e foi escolhida ao lado de Margareth Menezes como representante da Festa da Consciência Negra, promovida pela Prefeitura de União dos Palmares, Alagoas.
Participou da exposição "Mulheres", interpretando Chiquinha Gonzaga. Como diretora, produziu e desenvolveu o show do compositor e parceiro Macau que resultou num show no "Festlip", ao lado de nomes da música africana no Circo Voador. Ainda na Lapa, Sandra cantou com Arlindo Cruz na Fundição Progresso. Participou no show e gravação do DVD Cazuza 50 anos na Praia de Copacabana.  Teve seu show escolhido para a Inauguração da Casa de Arte de Quissamã e para o aniversário da cidade de Petrópolis. Sempre envolvidas com ações sociais, sejam voltadas para a Sociedade Viva Cazuza ou na sua Lona Cultural, Sandra está sempre participativa. Em 2003, também desenvolveu, com a atriz Danielle Suzuki, a ação social "Natal + Colorido", quando arrecadavam brinquedos e livros para distribuição em comunidades carentes, feita por ela. Nos últimos anos, tem apoiado o projeto de música com crianças e adolescentes do CCC (Centro Cultural Cartola) na montagem da turma de flautas. Apoia ativamente ações da "CUFA" como o lançamento "Falcão - Mulheres do tráfico".
No final de 2008, fez alguns shows marcantes pelo caráter social, o show promovido pela Rede Globo, "Natal Sem Fome dos Sonhos" - parte do movimento Ação da Cidadania contra a Fome - e o show "Natal Alles Blau Blu", quando reuniu alguns artistas em uma apresentação em Blumenau para ajudar às vítimas das enchentes. Em 2009, Sandra inicia o ano priorizando a continuação do processo de pesquisa e gravação do seu álbum, esteve direto em estúdio nas férias, fazendo sempre paralelos com a agenda de shows. Depois, seguiu pelo Brasil, entre shows e eventos diversos. Torcedora do Flamengo, Sandra declarou em uma entrevista para a SporTV, que, no dia em que o Flamengo decidia o Campeonato Brasileiro de 1992 contra o Botafogo, ela estava em São Paulo, e, ao ver, na televisão, a grade de proteção da arquibancada do setor destinado à torcida do Flamengo quebrar e vários torcedores despencarem sobre outras tantas pessoas que estavam na geral, que sua primeira reação foi levantar da cadeira e fazer um gesto de tentar agarrar as pessoas que caíam, como se realmente fosse possível.

### Anos 2010
Em janeiro de 2010, dividiu-se entre os ensaios das Escolas de Samba do Rio (Mangueira) e São Paulo (Leandro de Itaquera). Em fevereiro,  na semana de lançamento para as lojas do seu álbum AfricaNatividade - Cheiro de Brasil (Universal Music em parceria com a Nega Produções), Sandra sentiu algumas dores e foi internada, no Hospital São Lucas, com diagnóstico de diverticulite mas recebeu alta após 5 dias. Foi uma das homenageadas por uma das mais tradicionais escolas de samba do Rio de Janeiro, a Mangueira, sob o enredo "Mangueira É Música do Brasil", no 6º Setor - "Tropicália", tendo uma ala sobre os Festivais de Música com a fantasia "Demônio Colorido", nome da composição de Sandra que ela "defendeu" no Festival da TV Globo MPB 80, assim Sandra veio ao lado de Milton Nascimento no carro alegórico que representa os Festivais de Música e a Tropicália. Já no Carnaval de São Paulo, estreou como intérprete oficial da Leandro de Itaquera, ao lado de Betto Muniz. Apesar de a escola ter tido problemas durante o desfile, como carros quebrados, que levaram a um resultado bastante ruim na apuração, levando a escola a descer do Grupo Especial, a participação especial de Sandra foi um dos pontos altos durante a passagem da Leandro pelo Sambódromo do Anhembi. 
Em 2019, compôs para o desfile da Mocidade Independente o samba-enredo "Elza Deusa Soares", homenagem à cantora Elza Soares, em parceria com DR Márcio, Igor Vianna, Jefferson Oliveira, Prof. Laranjo, Renan Diniz, Solano Santos e Telmo Augusto, eleito para o Carnaval de 2020.

### Anos 2020
Em 2021, Sandra participou da primeira temporada do reality show The Masked Singer Brasil, sendo eliminada em 21 de setembro. Durante sua participação, esteve o tempo todo com o rosto coberto por uma fantasia de Girassol, sem que soubessem a sua identidade, que foi revelada apenas em sua eliminação. Em 2022 fez sua estreia no cinema, atuando no filme Barraco de Família.
Em março de 2023, lançou o single Liberô Geral, um samba-rock de 2013 em parceria com Macau, gravado 10 anos anos pelo grupo de pagode Bom Gosto.
Em 2023, anunciou a retomada do nome artístico do início da carreira: Sandra Sá.

## Vida pessoal
Sandra e o cantor e compositor Cazuza eram grandes amigos, tanto que o chá de bebê de Jorge de Sá, filho de Sandra, foi na casa dos pais de Cazuza, coordenado por Lucinha Araújo, mãe do artista. Cazuza foi o padrinho de batismo do bebê, que foi fruto do relacionamento de Sandra com Tom Saga, um compositor que ela conheceu em um show em Muriaé, em Minas Gerais. Começaram a namorar na mesma noite que se conheceram e foram para o Rio de Janeiro juntos. Sandra já havia deixado claro que não queria nada sério, apesar de ele insistir em um namoro fixo. Sandra nunca quis se casar e, desde que começou a se apresentar e ganhar seu dinheiro, com menos de vinte anos, saiu de casa e foi viver sozinha, já que queria sua independência. Por descuido, engravidou e, na mesma hora, quis terminar a relação, já que nunca quis se prender a ninguém. Tom Saga aceitou, mas com a condição que também participasse da vida do filho. Assim, o acordo foi feito. Por estar na mídia grávida e sempre aparecendo sozinha, foi acusada de ter feito inseminação, mas desmente boatos de que teve um filho por produção independente e afirma que todos os amigos e familiares sabem quem é o pai de Jorge, seu filho, e que ele conviveu com o pai e com os meio-irmãos durante toda a sua vida. Mesmo com a agenda cheia de shows, ela amamentou o filho até os dois anos de idade e cuidava dele, sem babá. Seu maior sonho atualmente é se tornar avó. No início de 2015 assumiu sua bissexualidade, e afirmou que as diferentes formas de sexualidade, como a homossexualidade e a bissexualidade, são dons que a pessoa desenvolve com o tempo, mas que não é uma escolha: nasce-se assim.
Em 2017, casou-se com a compositora Simone Floresta.

## Prêmios
- Troféu Imprensa: Melhor Música: Solidão (1987)[20]
- Prêmio Sharp: Melhor Cantora (1988)[21]
- Prêmio Sharp: Melhor Disco (1988)[21]
- Troféu Imprensa: Melhor Cantora (1990)[21]
- Prêmio Sharp: Melhor Cantora (1993)[21]
- Prêmio Sharp: Melhor Cantora (1995)[21]
- Prêmio Sharp: Melhor Música: Sozinha (1996)[21]
- 16º Prêmio da Música Brasileira: Melhor Cantora de Pop/Rock (2005)[21]

## Discografia

### Álbuns de estúdio
- Demônio Colorido (1980)
- Sandra Sá (1982)
- Vale Tudo (1983)
- Sandra Sá (1984)
- Sandra Sá (1986)
- Sandra Sá (1988)
- Sandra! (1990)
- Lucky! (1991)
- D'Sá (1993)
- Olhos Coloridos (1995)
- A Lua Sabe Quem Eu Sou (1996)
- Eu Sempre Fui Sincero, Você Sabe Muito Bem (1998)
- Momentos Que Marcam Demais (2000)
- Pare, Olhe, Escute! (2002) - Sandra de Sá traduz os sucessos da Motown
- AfricaNatividade - Cheiro de Brasil (2010)
- Lado B (2015)

### Coletâneas
- Maxximum (2005)
- Novo Millennium (2005)

### Álbuns ao vivo
- Música Preta Brasileira (2003)

### Participações
- Um Barzinho, Um Violão - Ao Vivo (2002)
- "Tudo É Festa", MC Marcinho (2011)

## Videografia
- Música Preta Brasileira (2006)

## Filmografia

### Televisão
| Ano     | Título                   | Papel                    | Notas        |
| ------- | ------------------------ | ------------------------ | ------------ |
| 2006–07 | Antônia                  | Maria                    |              |
| 2018    | Show dos Famosos         | Participante             | 2ª temporada |
| 2021    | The Masked Singer Brasil | Girassol (6.ª eliminada) | 1ª temporada |

### Cinema
| Ano  | Título             | Papel                | Notas |
| ---- | ------------------ | -------------------- | ----- |
| 2006 | Antônia            | Maria (Mãe de Preta) |       |
| 2023 | Barraco de Família | Zuleika              |       |